# Афінна хроматографія

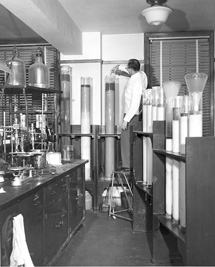
Хімік використовує метод адсорбційної хроматографії в 1950-х

Афі́нна хроматогра́фія — хроматографічний метод розділення біохімічних сполук, заснований на специфічній біохімічній взаємодії між молекулами, наприклад, взаємодії між антигеном і антитілом, ферментом і субстратом або рецептором і лігандом. Адсорбційна хроматографія комбінує можливості гелевої хроматографії фракціонувати молекули за розміром із здатністю створення стаціонарної фази, що дозволяє оборотне зв'язування відомих молекул.